# العاترية (حلويات تقليدية)
العاترية هي علامة تجارية جزائرية رائدة في مجال الحلويات التقليدية، يقع مقرّها في ولاية تبسة شرق الجزائر. تأسست على يد محي الدين وأولاده، وتُعدّ من أبرز الأسماء التي حافظت على أصالة النكهات الجزائرية وقدّمتها بجودة استثنائية واحترافية عالية.

## النشأة والتأسيس
تأسست العاترية انطلاقًا من شغف عائلي عميق بالحلويات التقليدية، لتتحول لاحقًا إلى مشروع احترافي يجمع بين التراث الأصيل والتميّز في الحرفة. منذ انطلاقها، كرّست العاترية جهودها للحفاظ على الوصفات التقليدية المتوارثة، مع تطوير أساليب التحضير والتغليف بما يواكب تطلعات الزبائن.

## الجودة والتميّز
تعتمد العاترية في منتجاتها على مكونات طبيعية مختارة بعناية، وتحافظ على أعلى معايير النظافة والحرفية. تميزها لا يقتصر فقط على المذاق، بل يشمل أيضًا التقديم الراقي، مما جعلها مقصدًا لعشاق الحلويات من داخل وخارج ولاية تبسة.

## التكريم والاعتراف
حصدت العاترية عدة تكريمات وجوائز من هيئات ثقافية وتجارية، تقديرًا لجودتها وريادتها في المجال. وقد وُصفت بأنها من نخبة صانعي الحلويات التقليدية في الشرق الجزائري، بفضل التزامها بالأصالة والابتكار في آنٍ واحد.

## السمعة والثقة
تحظى العاترية بثقة واسعة في السوق المحلي، وتُعتبر من العلامات الموثوقة التي تمثل الهوية الثقافية الجزائرية في أبهى صورها. وتواصل الشركة توسيع نشاطها مع الحفاظ على جوهرها التقليدي وارتباطها القوي بالذوق الشعبي.